# Isfahan
Ispahan sau Esfahān este un oraș din Iran, capitala provinciei Ispahan. Este situat la 340 km sud de Teheran și este al treilea oraș ca mărime (după Teheran și Mashhad) cu 1.600.554 locuitori în 2006.
În timpul domniei dinastiei safevizilor, Esfahān a fost capitala Imperiului Persan, între secole al XVI-lea și XVIII-lea. Pentru oraș, aceasta a coincis cu o perioadă de avuție și de influență, care nu s-a mai repetat niciodată.

## Geografie
Ispahan este situat în centrul Iranului, în mijlocul platoului iranian, la 1.574 m altitudine. Prin această zonă trece lanțul munților Zagros, care o traversează de la nord-vest spre sud-est. Ispahan își datorează importanța mai ales râului Zayandeh Rud, care a dat naștere unei adevărate oaze în mijlocul platoului acoperit de nisipuri.

## Istorie
Esfahān, cunoscut în antichitate sub numele de Aspadana, exista deja pe vremea parților, care au purtat lupte grele cu romanii în primele două secole ale erei creștine.

## Monumente
Moscheea Jameh din Isfahan a fost înscrisă în anul 2012 pe lista UNESCO a patrimoniului mondial.